# 서울 도안사 은선묘아미타삼존도
서울 도안사 은선묘아미타삼존도(서울 度岸寺 銀線描阿彌陀三尊圖)는 서울특별시 노원구, 도안사에 있는 조선시대의 불화이다. 2016년 8월 4일 서울특별시의 유형문화재 제383호로 지정되었다.

## 개요
홍색으로 물들인 비단바탕에 은선(銀線)으로 그리고, 얼굴·머리 등에 부분적으로 채색을 첨가한 은선묘아미타삼존도로, 화면에 아미타불･관음보살･지장보살･2비구(가섭, 아난존자) 외에 설법을 듣기위해 구름을 타고 모여드는 10타방불이 좌우 5구씩 최상단에 묘사된 배치구도이다.
화기의 제작연대는 육안으로 구별하기 어려운 부분이 많으나, 18세기 성행하던 선묘불화의 화풍으로 미루어, 1762년경에 조성된 작품으로 추정된다.
훼손과 변색이 보이지만, 당시 선묘불화의 특징이 잘 나타나있는 유물이다.

## 조사보고서
홍색으로 물들인 비단바탕에 은선(銀線)으로 그리고 얼굴, 머리 등에 부분적으로 채색을 첨가한 이 은선묘(銀線描) 아미타삼존도는 채색화와 병행하여 꾸준히 이어져 내려 온 선묘화(線描畵)계열로, 선묘(金線描)인 1749년 《실상사 아미타극락회상도》(247x23cm), 1759년 《청곡사 남암 아미타극락회상도》(동국대박물관소장,131x133cm) 등 18세기에 유행한 선묘화들과 비교할만하다.
화면에 아미타불･관음보살･지장보살･2비구(가섭, 아난존자) 외에 설법을 듣기위해 구름을 타고 모여드는 10타방불이 좌우 5구씩 최상단에 묘사된 간단한 배치구도이다.
2겹의 원형 두·신광(頭·身光)을 지닌 아미타불좌상의 머리에는 중앙계주가 표현되고, 둥근 정상계주에서는 좌우로 광명이 뻗어나와 와문(渦紋)을 형성하고 있다. 아미타수인을 한 본존불은 타원형에 가까운 얼굴에 눈이 가늘고 코는 길며 입이 작은 단아한 모습으로 움추린 듯한 상체에 걸쳐진 법의는 통견(通肩)이다. 좌우협시보살입상인 늘씬한 관음보살과 지장보살 중, 화불이 묘사된 보관 쓴 관음보살은 정병과 버드나무가지, 승형 머리의 지장보살은 육환장을 잡고 있다.
홍색바탕의 은선묘는 유려하고 활달한 필선을 구사하여 강약을 자유자재로 사용한 뛰어난 필력으로 화사한 부분적인 채색과의 조화가 뛰어난 불화이다.
이 은선묘아미타삼존도의 제작연대는 화기에 육안으로 구별하기 어려운 부분이 있지만, 당시 유행하던 선묘불화의 화풍으로 미루어, 1762년경 작품으로 추정된다.
아미타삼존(아미타불･관음보살･지장보살)의 광배로 인해 마치 3구획 안에 각 존상이 나타난듯한 표현, 관음보살･지장보살의 다소 변형된 신광의 윤곽선은 특징적이다. 늘씬한 형태묘사, 하단부 대좌 주변의 연꽃은 상징적인 연못표현으로 당시 선묘불화의 특징이 잘 나타나있다. 군데군데 훼손이 보이고 변색되었지만 당시 선묘불화 가운데 수작으로, 유형문화재로 지정하여 보존함이 타당하다고 판단된다.

## 참고 자료
- 서울 도안사 은선묘아미타삼존도 - 국가유산청 국가유산포털